# Ерин
Ерин (фр. Érin) насеље је и општина у Француској у региону Север-Па де Кале, у департману Па де Кале.
По подацима из 2011. године у општини је живело 199 становника, а густина насељености је износила 31,29 становника/km².

## Демографија
| 1962. | 1968. | 1975. | 1982. | 1990. | 2011. |
| ----- | ----- | ----- | ----- | ----- | ----- |
| 242   | 231   | 207   | 187   | 157   | 199   |